# Metarhizium anisopliae
Metarhizium anisopliae, früher als Entomophthora anisopliae bezeichnet, ist ein weltweit verbreiteter, bodenbewohnender Pilz, der zur Ordnung der Krustenkugelpilzartigen (Hypocreales) gehört, sich asexuell vermehrt und als Parasit zahlreiche Insektenarten befällt. Metarhizium anisopliae führt bei mehr als 200 Insektenarten zum Tod. Der Name geht auf den Zoologen Ilja Iljitsch Metschnikow zurück und verweist auf den Käfer Anisoplia austriaca.
Wenn die Mitosporen (Konidien) des Pilzes mit dem Körper eines Wirtsinsekts in Kontakt kommen, keimen sie und die Hyphen durchdringen das Exoskelett. Der Pilz entwickelt sich dann im Innern des Insekts, was nach einigen Tagen zu dessen Tod führt. Die Cuticula des toten Wirts nimmt oftmals eine rote Farbe an; bei ausreichend hoher Feuchtigkeit entsteht ein weißer Überzug auf dem Kadaver, der sich grün verfärbt, sobald Sporen produziert werden. Aufgrund der grünen Farbe der Sporen wird die Pilzkrankheit als Grüne Muskardine bezeichnet.
Metarhizium anisopliae wird als Insektizid eingesetzt, beispielsweise zur Bekämpfung von Termiten, Fransenflüglern oder Engerlingen.